# 日本計量振興協会
一般社団法人日本計量振興協会（にほんけいりょうしんこうきょうかい、Japan Association for Meteorology Promotion）は、計量士で構成された一般社団法人。略称は日計振、JAMP。2000年（平成12年）4月1日に日本計量協会、計量管理協会、日本計量士会が統合し、設立された。計量記念日である11月1日には、小学生向けの「何でもはかってみようコンテスト」を開催している。2019年現在、機関誌として『計量ジャーナル』と『計測標準と計量管理』を発行し、普及広報誌として『計量のひろば』も発刊している。東京都新宿区納戸町25-1にある日本計量会館に事務所を構える。

## 出版
『計量ジャーナル』は1981年から、『計測標準と計量管理』は2005年からの刊行であるが、後者は前進の『計量管理』も含めて1952年から続いている。普及広報誌として『計量のひろば』も発刊している。

## 何でもはかってみようコンテスト
2005年から小学生向けの「何でもはかってみようコンテスト」が開催されており、主催は計量記念日組織委員会であるが、事務局は日本計量振興協会内に置かれている。夏休みの自由研究で取り組むことを想定しており、応募締切は9月上旬である。計量記念日である11月1日に開催される計量記念日全国大会で表彰が行われる。2009年度では応募87点に対し、最優秀作品1点、優秀作品2点、特別賞1点、奨励賞14点が表彰されており、2018年は最優秀作品1点、優秀作品3点、奨励賞10点程度とされていた。表彰は計量記念日組織委員会の委員長名義で行われる。
表彰された事例として、最優秀作品賞に「かみの毛の本数を測る」（2009年、小田原市立芦子小学校、6年生）があり、優秀作品賞としては、「ビタミンCの検出実験」（2017年、富山大学人間発達科学部附属小学校、6年生）や、「いろんなはっぱの大きさと重さを測ろう」（2018年、熊取町立西小学校、4年生）、「すず虫はビバルディがおすき？」（2009年、つくば市立二の宮小学校、3年生）、「水のすいあげと関係の大きいのは何か？」（2009年、福島市立福島第三小学校、5年生）などがある。

## その他の活動
1981年の日本計量協会の頃には、日本計量史学会に設置された「計量史資料調査委員会」にも協力した。2008年には競輪とオートレースの補助金を受けて計量士の教育や計量・トレーサビリティの普及・教育を推進する事業も展開した。